# 七寶樓臺
《七寶樓臺》，或譯《靈心城堡》（西班牙語：El castillo interior），是由著名西班牙修女大德蘭所編寫的一本書籍，內容教導如何以祈禱及侍奉來促進心靈的發展。此書的靈感源於作者曾在一個夢中，看見人的靈魂就像一個鑽石所作的城堡，而城內有七座高塔。作者認為，這七座高塔代表心靈旅程的七個階段，在過程終結後便可與天主合而為一。